# Christoph Kammertöns

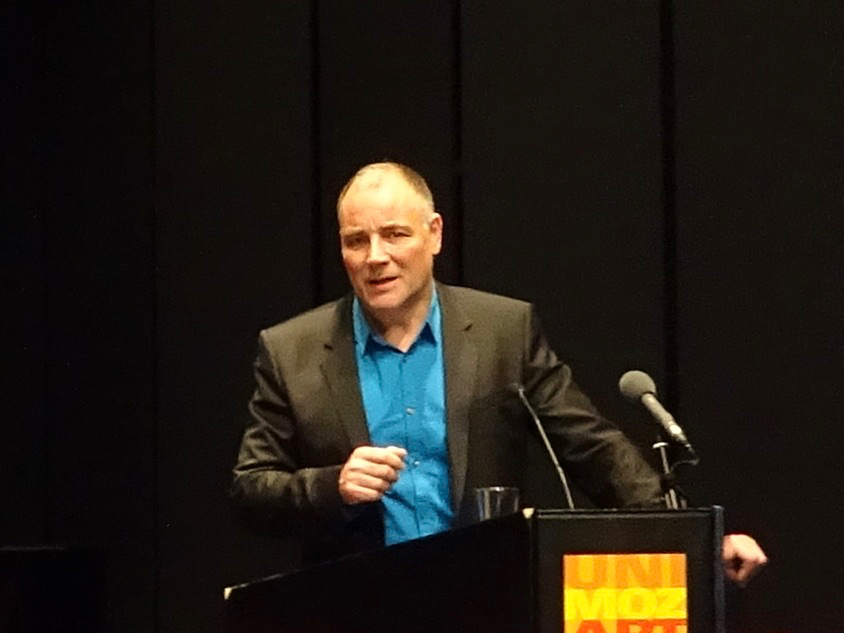
Christoph Kammertöns (2018)

Christoph Kammertöns (* 1966 in Bochum) ist ein deutscher Musikwissenschaftler und Pädagoge.

## Biografie
Christoph Kammertöns studierte Instrumentalpädagogik (Klavier) an der Folkwang Hochschule Essen und wurde dort in Musikwissenschaft mit den weiteren Rigorosumsfächern Erziehungswissenschaft und Psychologie (Universität Essen) zum Dr. phil. promoviert. Neben dem 1. und 2. Staatsexamen Sek. II für Musik und Pädagogik schloss er zudem Studien in Philosophie, in Europäischer Moderne, Fachrichtung Geschichte, und in Neuerer deutscher Literatur an der FernUniversität in Hagen je mit dem Master of Arts ab.
Seit seiner Dissertation über Henri Herz im Spiegel der französischen Musikkritik richtet Kammertöns sein musikwissenschaftliches Interesse auf die Klaviermusik, klavierbezogenes Unternehmertum und den Distinktionscharakter des Klaviers als „Herrschaftsinstrument“. An der Robert Schumann Hochschule Düsseldorf, in Kooperation an der Heinrich-Heine-Universität Düsseldorf, beschäftigen ihn seit 2014 ebenso Fragestellungen zu Offenheit und Unabgeschlossenheit, Leiblichkeit und Performativität sowie die Geschichtlichkeit von Musikwissenschaft.
Hauptberuflich ist Kammertöns als Lehrer am Berufskolleg tätig. Zuvor arbeitete er unter anderem als Dramaturg für Tanz am Luzerner Theater sowie als Ballettrepetitor. In letzterer Funktion war er am Gymnasium Essen-Werden und an der Folkwang Hochschule Essen engagiert sowie als Gast am Aalto-Theater Essen, am Theater Krefeld und Mönchengladbach, beim Tanztheater Wuppertal Pina Bausch, bei PACT Zollverein Essen und am Tanzhaus NRW Düsseldorf.

## Publikationen

### Musikwissenschaft

#### Bücher
- Friedrich Wiecks „Clavier und Gesang“ und andere musikpädagogische Schriften. Kommentiert hrsg. mit Tomi Mäkelä. Von Bockel Verlag, Hamburg 1998, ISBN 3-932696-02-6.
- Chronique Scandaleuse. Henri Herz – ein Enfant terrible in der französischen Musikkritik des 19. Jahrhunderts (= Folkwang-Texte.[12] Band 15). Die blaue Eule, Essen 2000, ISBN 3-89206-999-9 (323 S.; zugl. Dr.-phil.-Diss., Folkwang Hochschule Essen, 1999).
- Lexikon des Klaviers. Baugeschichte, Spielpraxis, Komponisten und ihre Werke, Interpreten. Hrsg. mit Siegfried Mauser, mit einem Geleitwort von Daniel Barenboim. Laaber-Verlag, Laaber 2006, ISBN 3-89007-543-6.
- Das Klavier. Instrument und Musik (= Beck’sche Reihe. 2752; C.H.Beck Wissen). C.H.Beck, München 2013, ISBN 978-3-406-63719-3.[13]
- Friedrich Wieck – Gesammelte Schriften über Musik und Musiker. Aufsätze und Aphorismen über Geschmack, Lebenswelt, Virtuosität, Musikerziehung und Stimmbildung, mit Kommentaren und mit einer historischen Einführung (= Interdisziplinäre Studien zur Musik. Band 10). Hrsg. mit Tomi Mäkelä und Lena Esther Ptasczynski. Peter Lang, Berlin 2019, ISBN 978-3-631-76747-4.

#### Beiträge (Auswahl)
- Verdi und Wolf-Ferrari – temporäre Zeitgenossen in einer Periode des Übergangs. In: Karlsruher Musiktage. Italien vom 16. bis 20. Jahrhundert. 10. Juni – 1. Juli 2001, Karlsruhe 2001, S. 95ff.
- Musik, die den Tanz ermöglicht – der Tanzkorrepetitor. In: ballet-tanz (Ballett International/Tanz Aktuell) 12/2001, S. 19.
- Artikel: Henri Herz, Louis Lacombe, Pixis (Familie), Pleyel (Familie), Pleyel & Co (Klavierbau). In: Die Musik in Geschichte und Gegenwart (MGG), Personenteil in 17 Bdn. Hrsg. von Ludwig Finscher, Bde. 8, 10, 13. Bärenreiter, Kassel u. a.  2002, 2003, 2005.
- Artikel: Ruth Berghaus, Patrice Chéreau, John Dew, August Everding, Walter Felsenstein, Götz Friedrich,  Joachim Herz, Dietrich Hilsdorf, Kurt Horres, Peter Konwitschny, Harry Kupfer, Hellmuth Matiasek, Christine Mielitz, Max Reinhardt, Günther Rennert, Konstantin Stanislawski, Luchino Visconti, Wieland Wagner, Wolfgang Wagner. In: Lexikon der Oper, Bde. 1 u. 2. Hrsg. von Elisabeth Schmierer. Laaber, Laaber 2002.
- Artikel: Ludwig van Beethoven, Alban Berg, Franz Clement, Ferdinand David, Charles Ives, Felix Mendelssohn Bartholdy, Wolfgang Amadeus Mozart, Franz Schubert, Antonio Vivaldi. In: Lexikon der Violine. Hrsg. von Stefan Drees. Laaber, Laaber 2003.
- Benjamin Britten: War Requiem op. 66. In: »...sondern erlöse uns von dem Bösen«, Programmheft zum 7. Symphoniekonzert der Bochumer Symphoniker, 26.3.04, S. 3ff.
- Scott Joplin und das Selbstspielklavier. In: Programmheft zur Oper Treemonisha von Scott Joplin, Luzerner Theater 2/2005, S. 21–24.
- »Wo Spass, wo Tollheit und Lust regiert«. In: Programmheft zu Eine Nacht in Venedig, komische Operette von Johann Strauß, Luzerner Theater 12/2005, S. 7–12.
- Artikel: Anschlag, Johannes Brahms, Elektrische/elektronische Tasteninstrumente, Henri Herz, Mikrotonale Tasteninstrumente, Partiturspiel, Johann Peter Pixis, Pleyel & Co, Friedrich Wieck. In: Lexikon des Klaviers. Hrsg. von Christoph Kammertöns und Siegfried Mauser. Laaber, Laaber 2006.
- CD/SACD: Jazzsoirée Another side of Wolfgang M: Luzerner Theater, 30. Mai 2006 / Thomas K.J. Mejer, Konzept & Leitung; Christoph Kammertöns, Dramaturgie.[14]
- Tanz zwischen den Welten. In: Programmheft zur UA »Wind«, Tanzabend von Chiang-Mei Wang und Koffi Kôkô, Luzerner Theater 4/2006, S. 4f.
- András Schiff – ein autoritativer Pianist. In: Über András Schiff und die »Goldberg-Variationen«. Hrsg. von Joachim Brügge. Rombach Wissenschaft, Baden-Baden 2020 (= Reihe klang-reden. Schriften zur Musikalischen Rezeptions- und Interpretationsgeschichte, Bd. 24), S. 73–88.
- Biografische Offenheit am Beispiel von Ignaz Pleyel. In: Mensch – Musik – Wissenschaft. Festschrift für Volker Kalisch. Hrsg. von Corinna Herr und Wolfgang Rüdiger. Brill Fink, Paderborn 2024, S. 221–233.
- Die Grande étude artistique op. 222 von Henri Herz: Widerspiegelung bürgerlicher Kompensation im ausgehenden 19. Jahrhundert. In: Musik – Theater – Frankreich. Musique – Théâtre – France. Festschrift für Matthias Brzoska zum 70. Geburtstag. Hrsg. von Nicole K. Strohmann. Königshausen & Neumann, Würzburg 2025, S. 245–267.

Dazu Rezensionen in: Online Musik Magazin, Opernwelt, Orpheus, Die Tonkunst, Programmheftbeiträge u. a. für das Schleswig-Holstein Musikfestival.

### Sonstige Texte
- Zentrale Abiturklausuren als Instrument einer Qualitätssicherung?: Bemerkungen zur Klausur der Zentralen Abiturprüfung 2010 im profilbildenden Leistungskurs Erziehungswissenschaften am Berufskolleg – Teil I. In: bbw. Beruflicher Bildungsweg. Band 51, Nr. 10, 2010, ISSN 0723-6522, S. 16–19, doi:10.18445/20200521-114044-0, – Teil II. In: bbw. Beruflicher Bildungsweg. Band 51, Nr. 11, 2010, ISSN 0723-6522, S. 12–13, doi:10.18445/20200527-110422-0.
- Kunst als Stabilisierung von Lebensstil und Lebenswelt: Pierre Bourdieu und Hermann Lübbe. In: recenseo: Texte zu Kunst und Philosophie. 2014, ISSN 1437-3777, doi:10.18445/20200511-223918-0.
- Offenheit und Unabgeschlossenheit des Handelns bei Jean-Luc Nancy und Karl Popper. In: Critica: Zeitschrift für Philosophie und Kunsttheorie. Nr. 1, 2015, ISSN 2192-3213, S. 13–22, doi:10.18445/20200515-150447-0.
- Wieviel Kant steckt in Wilhelm Meisters Lehrjahren?: Eine Recherche zu Vernunft und Mündigkeit. In: recenseo: Texte zu Kunst und Philosophie. 2017, ISSN 1437-3777, doi:10.18445/20200514-003826-0.
- Elias Canettis Masse und Macht – ein »Skandalon«? In: recenseo: Texte zu Kunst und Philosophie. 2018, ISSN 1437-3777, doi:10.18445/20200516-110711-0.
- Funktionalität als Kernelement staatlicher Macht im Denken des Florentiners Niccolò Machiavelli: Eine historische Einordnung. FernUniversität in Hagen. 2018, doi:10.18445/20200402-005009-3.
- Pseudohistorische Narrationsmuster bei Thomas Hobbes?: Der »remarkable amount of history« im Leviathan zwischen Realgeschichte und legitimationsstiftender Mythisierung. FernUniversität in Hagen. 2020, doi:10.18445/20200328-113611-0.
- Sprachperformative Paradoxie in Rainald Goetz' ›Abfall für alle‹. In: recenseo: Texte zu Kunst und Philosophie. 2021, ISSN 1437-3777, doi:10.18445/20220823-235839-0.
- Paul Schmidts ›Der Statist auf der Galerie. 1945–50. Erlebnisse, Kommentare, Vergleiche‹. Aspekte manipulativer Geschichtsnarration in der deutschen Nachkriegszeit. Universitäts- und Landesbibliothek Düsseldorf. 2022, urn:nbn:de:hbz:061-20221014-172120-8